# The Crusher
The Crusher es el tercer álbum de estudio completo de la banda de death metal sueco Amon Amarth (banda). Fue lanzado el 8 de mayo de 2001 a través de Metal Blade Records. El álbum también fue lanzado en las versiones de Double LP y Picture LP el 29 de junio de 2007, que fueron contadas a mano y limitadas a solo 500 copias. Una edición de lujo fue lanzada en 2009 que presentó el álbum remasterizado por Jens Bogren, y un CD adicional del álbum original tocado en vivo en su totalidad en Bochum, Alemania.

## Lista canciones
| N.º | Título                                          | Duración |  |
| 1.  | «Bastards of a Lying Breed»                     | 5:33     |  |
| 2.  | «Masters of War»                                | 4:35     |  |
| 3.  | «The Sound of Eight Hooves»                     | 4:50     |  |
| 4.  | «Risen from the Sea (2000)»                     | 4:26     |  |
| 5.  | «As Long as the Raven Flies»                    | 4:04     |  |
| 6.  | «A Fury Divine»                                 | 6:36     |  |
| 7.  | «Annihilation of Hammerfest»                    | 5:03     |  |
| 8.  | «The Fall Through Ginnungagap»                  | 5:21     |  |
| 9.  | «Releasing Surtur's Fire»                       | 5:30     |  |
| 10. | «Eyes of Horror» (Possessed cover, bonus track) | 3:34     |  |

## Integrantes
- Fredrik Andersson – Baterista
- Olavi Mikkonen – Guitarrista
- Johan Hegg – Cantante
- Johan Söderberg – Guitarrista
- Ted Lundström – Bajista